# Costularia humbertii
Costularia humbertii là một loài thực vật có hoa trong họ Cói. Loài này được Bosser mô tả khoa học đầu tiên năm 1955.